# Chiesa di San Mattia (Maastricht)
La chiesa di San Mattia (in olandese Sint-Matthiaskerk) è una chiesa cattolica situata nel centro di Maastricht, nei Paesi Bassi. L'edificio si trova su Boschstraat poco distante da Markt, la piazza dove si svolge il mercato e dove si trova il municipio storico.
La chiesa è nel registro dei monumenti nazionali dei Paesi Bassi (Rijksmonumentenregister) col numero 26800.